# 麦新
麥新（1914年12月5日—1947年6月6日），原名孫培元，別名默心、鐵克。原籍常熟，出生於上海市。中國音樂家，抗日歌曲《大刀進行曲》的作者，中國共產黨黨員。

## 生平
1914年12月5日，麥新出生於上海市。1926年入南光中學就學，後因家中生活困難輟學。1929年至美亞保險公司任職員。1936年加入歌曲研究會和中國歌曲作者協會。
1937年八一三戰役爆发后，麦新参加中共秘密组织领导下的國民革命軍第八集团军战地服务队，随队开赴浙江从事抗日宣传活动。9月25日，麦新加入中国共产党。他随战地服务队辗转浙、赣、湘等地。
1940年，經周恩來、葉劍英介紹，麦新至延安魯迅藝術學院音樂系工作。任鲁迅艺术学院音乐系党支部书记，以及延安作曲者协会干事会干事、边区音乐界抗敌协会执委、聂耳创作奖金评选委员会评委等职。1945年12月，到阜新煤礦工作。1946年5月，任中共魯縣城關區委書記。
1947年2月，东北民主联军击溃國軍李守信部，再度攻占开鲁县城。麦新任中共開魯縣委宣傳部長、組織部長。
1947年6月1日，麦新和通讯员王振江离开万发永村，参加中共开鲁县委工作会议。6月6日，两人在开鲁县四区参加完县委会议后返回五区，中途遇土匪襲擊。麦新命令王振江返回县委报告。邻近的李排长和两名战士前来营救、参加战斗，但四人最终身亡。安葬麦新的烈士陵园位于今麦新镇的西南角。

## 作品
- 《大刀進行曲》（詞曲作者）
- 《犧牲已到最後關頭》（麥新詞，孟波曲）
- 《只怕不抵抗》（麥新詞，冼星海曲）

## 外部連結
- 《大刀进行曲》创作者――麦新 （页面存档备份，存于）